# Довжанський район (1938—2020)
Довжа́нський райо́н (до 2016 року Свердло́вський райо́н) — колишній район України у південно-східній частині Луганської області з адміністративним центром у місті Довжанськ, який існував протягом 1923—2020 років і був ліквідований під час Адміністративно-територіальної реформи в Україні. Населення становило на 1 серпня 2013 року 11 943 особи. Площа району була 1132 км².року. З травня 2014 року до ліквідації району у 2020 році територія району знаходилася на тимчасово окупованій території України, що контролювалася Російською Федерацією та перебувала в адміністративному управлінні т. зв. «Луганської народної республіки».
Найвища точка — могила Таловська — 335 м. Середньорічні температури: літня — +22ºС, зимова — −10ºС. Кількість опадів — 459—505 мм на рік.

## Географія

### Розташування
Довжанський район розташовувався на південному сході Луганської області, у східній частині Донецького кряжу, у північно-східній степовій фізико-географічній зоні. Межував з Сорокинським районом на півночі, з Лутугинським районом на північному заході, з Антрацитівським районом на заході, на півдні та сході — з Ростовською областю Російської Федерації. Довжина державного кордону — 84 км.
Найвища точка — могила Таловська — 335 м.

### Корисні копалини
У цілому у районі нараховується понад 50 видів корисних копалин.
З XIX століття тут започаткувалося промислове видобування вугілля. Наразі в районі працює декілька шахт, які добувають кам'яне вугілля марки «А» та збагачувальні фабрики, які переробляють рядове вугілля.
У надрах району є значні запаси пісковику, вапняку, глинистих сланців, різноманітної глини та суглинки.
У селах Дар'їно-Єрмаківка й Астахове наявні джерела мінеральної води.

### Клімат
Середньорічні температури: літня — +22ºС, зимова — −10ºС. Кількість опадів — 459—505 мм на рік.

### Гідрологія
Район має незначні водні ресурси. На його території розташовані 7 малих річок та 57 водойм, що розмістилися в річищах річок та балок.
Найбільші річки:
- Кундрюча — права притока Сіверського Дінця,
- Нагольна — ліва притока Міуса,
- Довжик — права притока Великої Кам'янки.

### Ґрунти
Загальна площа земель району становить 113,2 тис. га. Ґрунтовий покрив переважно кам'янистий, хрящуватий, рідше суглинистий, значна частина ґрунту зазнає ерозії.

### Флора
На території району трапляються рослини, занесені до Червоної книги України:
- громовик гранітний (Onosma graniticola), причерноморський ендемік, Провальський степ;
- дельфіній Сергія (Delphinium sergii), Провалля, Королівські скелі, і яскраво-червоний (Delphinium puniceum), Провальський степ;
- карагана скіфська (Caragana scythica), Провальський степ;
- келерія Талієва (Koeleria talievii), ендемік середньої течії Сіверського Дінця;
- ковила відмінна (Stipa anomala), уральський вид, локалітет лише в Провальському степу, волосиста (Stipa capillata), вузьколиста (Stipa tirsa), дніпровська (Stipa borysthenica), Залеського (Stipa zalesskii), Лессінга (Stipa lessingiana), найкрасивіша (Stipa pulcherrima), пухнастолиста (Stipa dasyphylla) й українська (Stipa ucrainica) — численні популяції охороняються в Провальському степу;
- майкараган волзький (Calophaca wolgarica), Провальський степ;
- пирій ковилолистий (Elytrigia stipifolia);
- півонія тонколиста (Paeonia tenuifolia), Провальський степ;
- ранник донецький (Scrophularia donetzica), Провальський степ;
- рябчик малий (Fritillaria meleagroides) і руський (Fritillaria ruthenica), Провальський степ;
- рястка Буше (Ornithogalum boucheanum), околиці Провалля;
- сон чорніючий (Pulsatilla pratensis);
- тюльпан дібровний (Tulipa quercetorum), байрачні ліси, змієлистий (Tulipa ophiophylla), на відслоненнях, і Шренка (Tulipa schrenkii), поодинокі екземпляри в Провальськім степу;
- цибуля лінійна (Allium lineare), Королівські скелі, Провальський степ;
- шафран сітчастий (Crocus reticulatus), звичайна рослина дібров.

## Адміністративний устрій
Адміністративно-територіально район поділяється на 1 селищну раду та 6 сільських рад, які об'єднують 30 населених пунктів і підпорядковані Довжанській районній раді. Адміністративний центр — місто Довжанськ, яке є містом обласного значення та не входить до складу району.
До складу району входять:
- 1 селищна рада:
  - Бірюківська селищна рада
- 6 сільських рад:
  - Дар'їно-Єрмаківська сільська рада
  - Матвіївська сільська рада
  - Медвежанська сільська рада
  - Новоборовицька сільська рада
  - Олександрівська сільська рада
  - Провальська сільська рада

## Населення
Населення мешкає в 1 селищі міського типу (Криничне), 26 селах і 3 селищах.
Розподіл населення за віком та статтю (2001)
| Стать | Всього | До 15 років | 15-24 | 25-44 | 45-64 | 65-85 | Понад 85 |
| --- | ------ | ----------- | ----- | ----- | ----- | ----- | -------- |
| Чоловіки | 6700   | 1229        | 1065  | 1989  | 1652  | 747   | 18       |
| Жінки | 7526   | 1250        | 1006  | 1951  | 1918  | 1312  | 89       |
| \| Статево-вікова піраміда \| Статево-вікова піраміда \| Статево-вікова піраміда \| \| ----------------------- \| ----------------------- \| ----------------------- \| \| Чоловіки \| Вік \| Жінки \| \| 18 \| 85 + \| 89 \| \| 42 \| 80-84 \| 120 \| \| 104 \| 75-79 \| 288 \| \| 297 \| 70-74 \| 454 \| \| 304 \| 65-69 \| 450 \| \| 461 \| 60-64 \| 616 \| \| 231 \| 55-59 \| 323 \| \| 412 \| 50-54 \| 476 \| \| 548 \| 45-49 \| 503 \| \| 633 \| 40-44 \| 644 \| \| 504 \| 35-39 \| 487 \| \| 415 \| 30-34 \| 419 \| \| 437 \| 25-29 \| 401 \| \| 530 \| 20-24 \| 490 \| \| 535 \| 15-20 \| 516 \| \| 539 \| 10-14 \| 573 \| \| 404 \| 5-9 \| 376 \| \| 286 \| 0-4 \| 301 \| |        |             |       |       |       |       |          |
| Статево-вікова піраміда |        |             |       |       |       |       |          |
| Чоловіки | Вік    | Жінки       |       |       |       |       |          |
| 18 | 85 +   | 89          |       |       |       |       |          |
| 42 | 80-84  | 120         |       |       |       |       |          |
| 104 | 75-79  | 288         |       |       |       |       |          |
| 297 | 70-74  | 454         |       |       |       |       |          |
| 304 | 65-69  | 450         |       |       |       |       |          |
| 461 | 60-64  | 616         |       |       |       |       |          |
| 231 | 55-59  | 323         |       |       |       |       |          |
| 412 | 50-54  | 476         |       |       |       |       |          |
| 548 | 45-49  | 503         |       |       |       |       |          |
| 633 | 40-44  | 644         |       |       |       |       |          |
| 504 | 35-39  | 487         |       |       |       |       |          |
| 415 | 30-34  | 419         |       |       |       |       |          |
| 437 | 25-29  | 401         |       |       |       |       |          |
| 530 | 20-24  | 490         |       |       |       |       |          |
| 535 | 15-20  | 516         |       |       |       |       |          |
| 539 | 10-14  | 573         |       |       |       |       |          |
| 404 | 5-9    | 376         |       |       |       |       |          |
| 286 | 0-4    | 301         |       |       |       |       |          |

За даними перепису 2001 року населення району становило 14 227 осіб, з них 56,01 % зазначили рідною українську мову, 41,29 % — російську, а 2,7 % — іншу.
Етнічний склад населення району на 2001 рік був представлений наступним чином:
- українці — 69,9 %;
- росіяни — 25,9 %;
- білоруси — 0,6 %
- інші національності — 3,6 %[5]

Етномовний склад сільських та міських рад району (рідна мова населення) за переписом 2001 року, %
|                              | українська | російська | вірменська | молдовська | білоруська |
| Довжанський район            | 56,0       | 41,3      | 0,3        | 0,1        | 0,1        |
| ---------------------------- | ---------- | --------- | ---------- | ---------- | ---------- |
| смт Криничне                 | 77,2       | 21,0      | 0,1        | 0,2        | 0,2        |
| Олександрівська сільрада     | 26,0       | 72,2      |            | 0,6        | 0,1        |
| Дар'їно-Єрмаківська сільрада | 55,2       | 42,9      | 1,2        |            |            |
| Матвіївська сільрада         | 40,4       | 55,8      | 0,9        |            |            |
| Медвежанська сільрада        | 78,2       | 14,9      | 0,3        | 0,1        | 0,1        |
| Новоборовицька сільрада      | 75,9       | 23,7      | 0,1        | 0,1        | 0,2        |
| Провальська сільрада         | 7,6        | 87,8      | 0,2        | 0,1        | 0,1        |

Загальна чисельність населення становить 11 981 осіб, в тому числі міське населення — 4 013 осіб, сільське населення — 7 968 осіб.

## Транспорт
Територією району проходить автошлях E50М03.

## Пам'ятки

### Заповідні зони

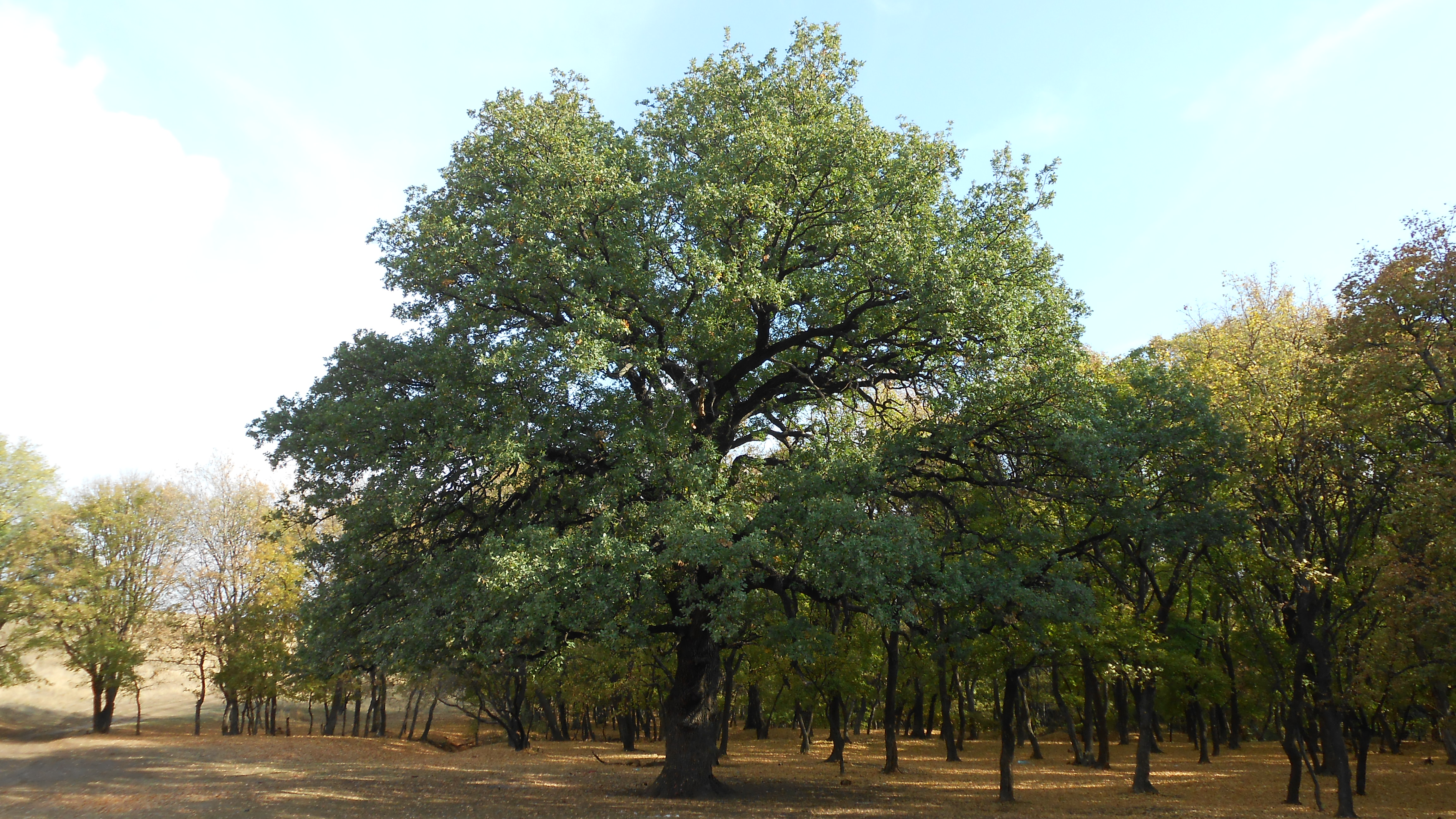
Провальський дуб

На території району розташоване відділення Луганського природного заповідника загальнодержавного значення Провальський степ площею 587,5 га. Ще 5 об'єктів природно-заповідного фонду Луганської області загальною площею 776 га мають місцеве значення:
- Ведмежанський — ботанічний заказник;
- Королівські скелі — геологічна пам'ятка природи;
- Курячий — ботанічний заказник;
- Нагольний кряж — ландшафтний заказник;
- Провальський дуб — ботанічна пам'ятка природи.